# علا أبو الغيب
علا أبو الغيب، مدافعة فلسطينية عن حقوق المعاقين الفلسطينيين، وفي عام 2019 شغلت منصب مدير الأمانة الفنية لشراكة الأمم المتحدة بشأن حقوق الأشخاص ذوي الإعاقة. عملت على تطوير المنظمة وتنفيذ الإطار التشغيلي الإستراتيجي للأعوام 2020-2025 والذي يجعل من الأمانة الفنية شريك ولاعب أساسي في دعم الدول التي تعمل على تطوير دمج المعاقين وبتوجيه من أبو الغيب تم إطلاق 40 برنامجاً مشتركاً والموافقة عليها عبر خمسة مناطق.وضع اسمها في قائمة أفضل 100 شخصية مؤثرة في السياسة العالمية للمساواة بين الجنسين عام 2019.

## حياتها العلمية
ولدت في مدينة نابلس، فقدت ساقيها في عمر الثانية عشرة مما أدى إلى تغير كبير في حياتها، فأجبرت على البقاء في المنزل ثلاثة سنوات دون تعليم لإن المدارس رفضت استقبالها بسبب ظروفها الصحية، وعلى إثر ذلك انتقلت إلى مدينة بيت لحم والتحقت بمدرسة خاصة وبقيت طالبة تحت المراقبة وبعد حصولها على أعلى الدرجات تم تسجيلها كطالبة رسمية. وخلال المرحلة الثانوية عملت مع قسم العلاج الطبيعي في جامعة بيت لحم لإدراج بعض الأشخاص ذوي الإعاقة في بعض قصص الأطفال المعروفة. وعلى إثر ذلك حصلت على منحة دراسية من وزارة الشؤون الإجتماعية الفلسطينية ومنظمة ألمانية للمعاقين تقديراً لدورها الفاعل في مجتمع ذوي الإعاقة الفلسطيني.
حصلت على درجة البكالوريس في اللغة الإنجليزية من جامعة بيت لحم، ودرجة الماجستير في إدارة المشاريع من جامعة بيرزيت وأيضاً من معهد دراسات القوة والمشاركة والتغيير الإجتماعي في جامعة ساسكس، ونالت الدكتوراة في سياسات الحماية الإجتماعية والإعاقات في البلدان ذات الدخل المنخفض من جامعة إيست أنجليا East Anglia University.

## حياتها المهنية
بدأت حياتها المهنية في الدفاع عن حقها في الحرم الجامعي من خلال تكييف المبنى للمعاقين لتسهيل حركتهم والوصول إليه. وهذا جعلها ضمن لجنة بناء الحرم الجامعي لجعله مبنى مناسب لذوي الإعاقة. ثم أسست جمعية نجوم الأمل وهي جمعية تهدف إلى تلبية إحتياجات النساء ذوي الإعاقة ودعمهن في نيل حقوقهن. كان لها دوراً بارزاً في تعزيز حقوق الأشخاص ذوي الإعاقة وخاصة النساء في البيئات الهشة والمتأثرة بالأزمات في الدول العربية وأفربقيا وآسيا.
وبالتعاون مع منظومة الأمم المتحدة عملت على تعميم دمج الإعاقة على المستويات الوطنية والإقليمية والدولية.وشغلت منصب مستشارة في البنك الدولي ووكالات الأمم المتحدة منها منظمة الصحة العالمية، منظمة العمل الدولية،منظمة الأمم المتحدة للتربية والعلوم والثقافة "اليونسكو"، ومنظمة الأمم المتحدة للطفولة "اليونسيف".
شغلت منصب نائب مدير مؤسسة LCD INTERNATIONAL ثم انضمت للعمل مع الصندوق الإستئماني متعدد الشركاء، ثم الرئيس العالمي لقسم التأثير والبحوث العالمية في مؤسسة ليونارد شيشاير للإعاقة في بريطانيا.

## عضويتها وإنجازاتها
- عضو مجلس الإدارة في Global Disability and Innovation Hub - لندن (2017 حتى الآن).
- نائب رئيس الاتحاد الدولي للإعاقة والتنمية (IDDC) بروكسل (2017-2019).
- عضو المجموعة الأساسية في Together2030، نيويورك/ الولايات المتحدة الأمريكية (2017-2019).
- عضو مجلس الإدارة في ADD UK خلال الأعوام (2015-2017).
- زميل Synergos (المبتكرون الاجتماعيون في العالم العربي) (2011).
- جائزة المرأة الشجاعة الدولية التي تمنحها القنصلية الأمريكية (2011).[9]
- عضو مجلس إدارة صندوق حقوق المعاقين في بوسطن/ الولايات المتحدة الأمريكية (2008-2020).
- زميل أشوكا (رائد أعمال اجتماعي) (2007).
- عضو استشاري عالمي في المملكة المتحدة للبحوث والابتكار (UKRI) وجامعة فوردهام (الولايات المتحدة الأمريكية).
- محاضر زائر في كلية التنمية الدولية بجامعة إيست أنجليا.